# 粒雪

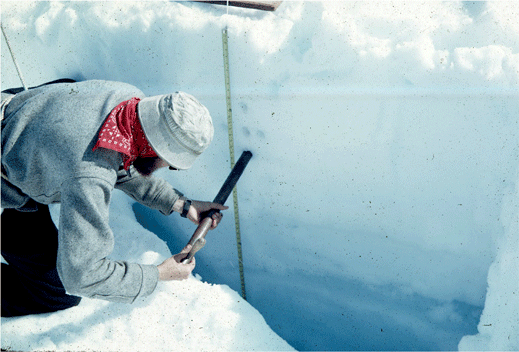
抽取冰川的表面。 表層的雪與藍色的冰川冰之間越來越密集。

粒雪（英語：Firn）又稱為萬年雪，在氣候較為寒冷的地區（如：高海拔或高緯度的地區），終年積雪，雪層逐漸變厚，底層的壓力也就增大，使得積雪再度結晶為冰。當密度增加至0.72g/cm³至0.84g/cm³時，便稱之為粒雪。部分压紧的颗粒状雪，是雪和冰川冰的中间阶段，可在冰川源头的雪下见到。其形成是在上覆积雪的压力下，经过压实，再结晶，局部融化和单个雪片破碎的过程。这个过程约需要1年时间。

## 外部連結
- USGS Glossary of Selected Glacier and Related Terminology （页面存档备份，存于）
- Fundamentals of Physical Geography （页面存档备份，存于）